# Belemacarus amazonicus
Belemacarus amazonicus är en kvalsterart som beskrevs av Pérez-Íñigo och Balogh 1997. Belemacarus amazonicus ingår i släktet Belemacarus och familjen Ceratokalummidae. Inga underarter finns listade.